# هایدپارک (شیکاگو)
هایدپارک (به انگلیسی: Hyde Park) یک منطقهٔ مسکونی در ایالات متحده آمریکا است که در شیکاگو واقع شده‌است. هایدپارک ۴٫۲۷ کیلومتر مربع مساحت و ۲۷٬۵۱۷ نفر جمعیت دارد.
هاید پارک چهل و یکمین منطقه از ۷۷ منطقه اجتماعی شیکاگو است. این دانشگاه که در ساحل دریاچه میشیگان در 7 مایلی (11 کیلومتری) جنوب لوپ واقع شده است، محل دانشگاه شیکاگو، یکی از معتبرترین دانشگاه های جهان است.
مرزهای رسمی هاید پارک عبارتند از 51st Street/Hyde Park Boulevard در شمال، Midway Plaisance (بین خیابان های 59 و 60) در جنوب، واشنگتن پارک در غرب، و دریاچه میشیگان در شرق.[3] طبق تعریف دیگری، بخشی در شمال بین خیابان 47 [4] و خیابان 51/ بلوار هاید پارک نیز به عنوان بخشی از هاید پارک گنجانده شده است، اگرچه این منطقه به طور رسمی بخش جنوبی منطقه کنوود است. منطقه ای که هاید پارک و بخش جنوبی کنوود را در بر می گیرد، گاهی اوقات به عنوان هاید پارک کنوود نامیده می شود که شامل محله های ایست پارک و دهکده هندی است. [5]
هاید پارک محل دانشگاه شیکاگو، موزه علم و صنعت، و دو مکان از چهار مکان تاریخی شیکاگو است که در فهرست اصلی ثبت ملی مکان‌های تاریخی در سال 1966 (Chicago Pile-1، اولین رآکتور هسته‌ای مصنوعی جهان، و خانه رابی) فهرست شده‌اند. ).[6] در اوایل قرن بیست و یکم، هاید پارک به دلیل ارتباطش با رئیس جمهور ایالات متحده، باراک اوباما، که قبل از نامزدی برای ریاست جمهوری، دوازده سال مدرس ارشد دانشکده حقوق دانشگاه شیکاگو بود، مورد توجه ملی قرار گرفت.[7][8]

## تاریخچه
در سال 1853، پل کورنل، دلالان املاک و مستغلات و پسر عموی ازرا کورنل، بنیانگذار دانشگاه کورنل، 300 هکتار (1.2 کیلومتر مربع) زمین [9] بین خیابان های 51 و 55 در امتداد ساحل دریاچه میشیگان، [10] با این ایده خرید. جذب سایر بازرگانان شیکاگو و خانواده های آنها به این منطقه.[9] این زمین در هفت مایلی جنوب مرکز شهر شیکاگو در یک منطقه روستایی قرار داشت که از آب و هوای معتدل در کنار دریاچه لذت می برد - در تابستان خنک تر و در زمستان گرم تر. به راحتی در نزدیکی راه آهن مرکزی ایلینویز قرار داشت که دو سال قبل ساخته شده بود. کرنل با موفقیت در مورد زمین در ازای ایستگاه راه آهن در خیابان 53 مذاکره کرد. هاید پارک به سرعت تبدیل به یک خلوتگاه حومه شهر برای ساکنان مرفه شیکاگو شد که می خواستند از سر و صدا و شلوغی این شهر که به سرعت در حال رشد بود فرار کنند.

هاید پارک هرالد، روزنامه محلی محله، در سال 1882 تأسیس شد و همچنان به صورت هفتگی منتشر می شود.